# Glovo
Glovo è un'azienda spagnola fondata a Barcellona nel 2014. È un servizio di corriere a richiesta che acquista, ritira e consegna i prodotti ordinati tramite la sua applicazione.
A settembre del 2019, l'impresa si è espansa a 26 paesi ed offre il suo servizio in più di 200 città del mondo.
La società offre servizi urbani disponibili attraverso la sua applicazione per smartphone e includono la consegna di cibo, generi farmaceutici, dolci, corriere e "Quiero" (qualsiasi cosa).

## Storia
La storia di Glovo inizia nel 2014 con Oscar Pierre laureato alla Georgia Tech in Ingegneria Aerospaziale. Dopo un apprendistato alla Airbus, sviluppò una prima versione di un'applicazione chiamata Globo, "palloncino" in spagnolo che in seguito cambiò il nome in Glovo.
Nel 2022, la società tedesca Delivery Hero con sede a Berlino ha acquisito il 94% di Glovoapp23 S.A., società madre di Glovo.
Nel 2025, Glovo è presente in 23 paesi.

## Controversie
Il modello economico dell'azienda si basa sull'assunzione di fattorini ("glovers") che agiscono come lavoratori autonomi, senza quindi instaurare un rapporto di lavoro come dipendenti subordinati, pur essendo la prestazione lavorativa organizzata in ore prenotabili tramite un calendario, l'accesso al quale è regolato da un punteggio di eccellenza, che valuta le prestazioni del singolo corriere sulla base di più parametri e anche in relazione alla flotta, tranne che in Italia (dal 19 Maggio 2025, con l'entrata in esercizio della nuova app Glovo Rider su tutto il territorio, in seguito alla pubblicazione della circolare 9 del 18 Maggio 2025 del Ministero del Lavoro e delle Politiche Sociali, disciplinante le fattispecie di lavoro Rider tramite piattaforma digitale e le relative tutele) e Portogallo, dove è attualmente in esercizio un modello di accesso libero senza calendario e punteggio (c.d. free login), e in Spagna, dove è in atto un modello subordinato. In Spagna, l'ispettorato del lavoro ha emesso rapporti che hanno ritenuto che questo regime costituisca un "falso rapporto di lavoro autonomo", in quanto i corrieri non hanno alcun potere di negoziare il loro contratto o la loro retribuzione, inoltre l'azienda organizza e comanda le consegne ai propri fattorini con protocolli chiari. A questo proposito, ci sono state sentenze di tribunali che hanno sia approvato che respinto la validità del regime di lavoro autonomo nel modello aziendale di Glovo.
Nel maggio 2019, un fattorino nepalese di Glovo è stato ucciso dopo essere stato investito da un camion di servizi di pulizia a Barcellona. In seguito al decesso, Glovo ha riconosciuto che il corriere non era registrato e stava consegnando senza contratto. I fattorini che lavorano per l'azienda hanno riconosciuto che il defunto utilizzava un conto in prestito, in quanto privo di documenti. Questi fatti e la precarietà del lavoro hanno portato a diverse manifestazioni di protesta da parte dei fattorini.
Nel 2020, un sindacato di "fattorini" ha denunciato Glovo per la mancanza di misure di protezione durante la pandemia di COVID-19.
Nel maggio 2021, l'azienda ha subito un attacco informatico e pochi giorni dopo i 480 GB di dati personali contenuti nel database sono stati messi in vendita su un forum del Dark Web.
Nel settembre 2022, il Ministero del lavoro spagnolo ha sanzionato Glovo per 79 milioni di euro, ordinando di regolarizzare i suoi 10.600 lavoratori, a seguito di successive ispezioni sul lavoro effettuate tra maggio 2018 e agosto 2021.
Il 1º ottobre un fattorino è morto a Firenze in un incidente stradale mentre stava effettuando una consegna: il giorno seguente Glovo ha licenziato via email il lavoratore per non aver portato a termine l'ordine di consegna. L'azienda si è poi scusata per l'email inviata per errore, precisando che per tutti i fattorini esistono misure di prevenzione e sicurezza sul lavoro.